# Illueca
Illueca là một đô thị ở tỉnh Zaragoza, Aragon, Tây Ban Nha. Theo điều tra dân số 2004 của Viện thống kê Tây Ban Nha (INE), đô thị này có dân số là 3.396 người. Diện tích đô thị này là 24 ki-lô-mét vuông.